# 1653 год в литературе

## События
- Григорий (Неронов), архимандрит Переславского Данилова монастыря, противник реформ патриарха Никона, автор писем к царю Алексею Михайловичу, друг протопопа Аввакума, сослан в Новоспасский монастырь.

## Книги
- Опубликован «Трактат о равновесии жидкостей» учёного и классика французской литературы Блеза Паска́ля.
- Опубликован сборник «Двадцать пять проповедей» («Eniauos») английского духовного писателя Джереми Тейлора.
- Томас Уркхарт, английский (шотландский) писатель и переводчик, языковой экспериментатор, создатель одного из вариантов универсального языка опубликовал проект всемирного языка Логопандектесион и свою самую знаменитую работу — перевод романа Франсуа Рабле «Гаргантюа и Пантагрюэль» (первая и вторая книги — 1653, книга третья — 1693).
- Издан трактат о рыбной ловле «The Compleat Angler» («Искусный рыболов») Исаака Уолтона, английского писателя, родоначальника жанра биографии в английской литературе.
- Ревность Барбулье — одноактный фарс Мольера.

## Родились
- 24 января — Жак Александр, французский учёный монах, автор «Рассуждений о морских приливах и отливах» и «Общего рассуждения о часах», ряда сочинений, оставшихся неизданными и касавшихся математики, часового мастерства, металлургии и литья колоколов.
- 19 апреля — Лоренц Бегер, немецкий библиограф.
- 8 августа — Жак Баснаж, французский духовный протестантский писатель.
- 8 октября — Мишель Барон, французский драматург.
- Огюсте́н-Шарль д’Авиле́, французский писатель.
- Даниил Викулин, русский духовный писатель.
- Деси Сангье Гьяцо, тибетский литератор.
- Степанос Даштеци, армянский поэт, публицист.
- Натаниэль Ли, английский драматург.
- Тикамацу Мондзаэмон, японский драматург.

## Умерли
- 13 февраля — Георг Родольф Векерлин, немецкий поэт.
- 14 марта — Георг Рудольф Легницкий, генеральный староста Силезии, гуманист, композитор и поэт.
- 26 апреля — Матей Фабер, религиозный писатель, иезуит.
- 10 июля — Габриэль Ноде, французский учёный, библиотекарь, автор «Указания по созданию библиотеки», создатель уникальной библиотеки для парижского дворца кардинала и министра Жюля Мазарини (ныне — Национальная библиотека Франции).
- 3 сентября — Клод де Соме́з, французский научный писатель, издатель и комментатор сочинений древних авторов.
- 23 сентября — Жак Гоар, французский учёный-эллинист, автор сборника молитв «Евхологий» — классического труда по греческой литургике.
- 25 октября — Теофраст Ренодо, французский врач и издатель, один из создателей современной журналистики.
- 5 декабря — Джон Тейлор, английский поэт, памфлетист.
- Лукреция Маринелла, венецианская писательница и поэтесса.
- Маруся Чурай, полулегендарная украинская народная певица и поэтесса времен Хмельничины.